# جون فرازي (مهندس معماري)
جون فرازي (بالإنجليزية: John Frazee)‏ هو مهندس معماري أمريكي، ولد في 18 يوليو 1790 في راهواي في الولايات المتحدة، وتوفي في 24 فبراير 1852 في Crompton Mill Historic District ‏ في الولايات المتحدة.